# Руденко, Иван Ефимович (председатель сельхозартели)
Иван Ефимович Руденко (12 июля 1906, село Андреевка, Кокчетавский уезд, Акмолинская область, Степное генерал-губернаторство, Российская империя — 10 сентября 1984, село Берёзовка, Рузаевский район, Кокчетавская область, Казахская ССР) — председатель сельскохозяйственной артели имени Молотова Рузаевского района Кокчетавской области, Казахская ССР. Герой Социалистического Труда (1957).

## Биография
Родился в 1906 году в крестьянской семье в селе Андреевка Кокчетавского уезда. В раннем возрасте стал сиротой.
Трудился по найму, плотником. В 1928—1930-х годах проходил службу в Красной Армии, после которой возвратился на родину, где трудился в колхозе «Бедняк» Рузаевского района. С 1930 года обучался в партийной школе при Рузаевском райкоме, после которой был избран председателем Рузаевского сельсовета. С 1932 года — председатель колхоза «Путь к социализму» Рузаевского района, бригадир полеводческой бригады колхоза «Победа Ильича» Рузаевского района. С 1933 года — председатель колхоза «Путь к социализму» Рузаевского района. С 1938 года член ВКП(б).
В июле 1941 года призван в Красную Армию по мобилизации. Участвовал в Великой Отечественной войне. Воевал разведчиком в составе 519-го отдельного миномётного дивизиона 50-й Армии на Западном фронте. С 1944 года — миномётный номер 542-го миномётного Рославльского полка 4-й миномётной бригады на 2-м Прибалтийском фронте. В 1945 году — старший радиотелеграфист 5-й батареи 542-го миномётного Рославльского полка. Затем воевал с японскими войсками на Дальнем Востоке. В декабре 1945 года демобилизовался и возвратился в Рузаевский район, где возглавил колхоз «Путь к социализму».
С 1951 года — председатель сельскохозяйственной артели имени Молотова Рузаевского района. За короткое время вывел сельхоз артель в число передовых сельскохозяйственных предприятий Кокчетавской области. Сельхозартель имени Молотова в 1954—1956 годах участвовала в работе Всесоюзной выставки ВСХВ. В 1956 году труженики сельхозартели сдали государству 1100 тысяч пудов зерновых. Со всей сельскохозяйственных угодий в 15300 гектаров было собрано в среднем с каждого гектара по 17,8 центнеров зерновых, яровой пшеницы — в среднем с каждого гектара по 18,8 центнеров с площади 12 тысяч гектаров. Доход от полеводства составил 9 миллионов рублей, с остальных отраслей — 11 миллионов рублей. Указом Президиума Верховного Совета СССР от 11 января 1957 года удостоен звания Героя Социалистического Труда за «особо выдающиеся успехи, достигнутые в работе по освоению целинных и залежных земель, и получение высокого урожая» с вручением ордена Ленина и золотой медали «Серп и Молот» (№ 7215).
С марта 1957 года после реорганизации сельхозартели имени Молотова в совхоз «Путь к социализму» трудился управляющим отделением № 4 в селе Берёзовка. С 1963 года — председатель Калиновского сельсовета.
Избирался членом Рузаевского райкома партии, депутатом Кокчетавского областного, трижды — депутатом Рузаевского районного и Калиниовского сельского Советов депутатов трудящихся.
В 1970-х годах вышел на пенсию. Проживал в селе Берёзовка Рузаевского района. Умер в сентябре 1984 года, похоронен на православном кладбище Березовки.
Награды
- Герой Социалистического Труда
- Орден Ленина
- Орден Красной Звезды (08.09.1944)
- Медаль «За отвагу» (31.08.1942)
- Медаль «За боевые заслуги» (28.05.1945)
- Медаль «За оборону Москвы» (01.05.1944)
- Медаль «За победу над Германией в Великой Отечественной войне 1941—1945 гг.»
- Медаль «За победу над Японией»
- Медаль «За освоение целинных земель»
- Большая золотая, Золотая, Большая серебряная медали ВСХВ
- Почётная грамота Верховного Совета Казахской ССР (18.08.1966)